# ディアイスクエア
株式会社ディアイスクエア（英: DI Square Corp.）は、日本のコンサルティングファーム。経済産業省登録システムインテグレータ。
旧社名は株式会社産能コンサルティング（英語：Sanno Consulting Corp.）だが、株式会社インテリジェントスクエア（英語：Intelligent Square Corp.）に社名を変更し、その後株式会社ダイゾー情報システム事業部と経営統合し、現在の社名となった。
ダイゾーの完全子会社。

## 概要
1970年8月15日に設立され、システムコンサルティング、ERPパッケージ導入コンサルティング、システムインテグレーションサービス、システム構築（調査・分析・設計・開発・保守）を主な事業とする。QAD（英語：QAD Inc）のERPパッケージ「MFG/PRO」やダッソー・システムズ（フランス語：Dassault Systèmes S.A.）のCADソフト「CATIA」などを取り扱っている。
本社はビットバレーの一角を占める東京都渋谷区笹塚の笹塚センタービルに設置している。大阪府大阪市港区や福岡県福岡市博多区など各地に事業所を置いている。

## 社名
旧社名「産能コンサルティング」が示すとおり、もともと学校法人産業能率大学の子会社として設立された独立系システムインテグレータである。また、現在の社名「ディアイスクエア」の英称は「DI Square Corp.」である。この「D」は親会社である「ダイゾー」の頭文字を表しており、「I」は旧社名「インテリジェントスクエア」の頭文字を表している。

## 特徴

### コンサルティング
人的資源管理、人材（人財）管理のコンサルティング事業、講演活動も実施している。

### システム
QADの製品の導入に注力している。特に生産管理に特化したERPパッケージである「MFG/PRO」の導入には実績があり、QADのパートナー(サービス・アライアンス)でもある。また、ダッソー・システムズのCADソフト「CATIA」の導入も展開している。CATIAは、戦闘機「ミラージュIII」などで知られるダッソー・アビアシオン（フランス語：Dassault Aviation）により、自社内のCADシステムとして開発されたものである。現在では、その開発部署がダッソー・システムズとして分社化され、自動車メーカーや電機メーカーなどさまざまな業界にCATIAが導入されている。
加えて、レガシーシステムのダウンサイジングを積極的に手がけている。ホスト型システムからオープン系システムへの移植などを手がけている。一例として、ホスト上にDB2とCross System Productで構築されたシステムを、VisualAgeを用いてAIX上に移植しWeb化したプロジェクトなどが挙げられる。また、近年ではアジャイル開発などにも注力している。

### 製品
製品としては、コールセンター用ソフトウェア、画像用データベースシステム等がある。

### パートナー
日本アイ・ビー・エムとの間でソリューションプロバイダとしてのビジネスパートナー契約を結んでいる。また、インターメックの日本法人であるヴォコレクトジャパンと、パートナー契約を結んでいる。

## その他

### 大阪版市場化テストについて
- ディアイスクエアが関与した個人情報漏洩事件の一つとして大阪版市場化テストがある。

大阪府の自動車税催告業務について、同府は2009年4月、NTTマーケティングアクト社と契約し、9月からNTTアクト社屋内のコールセンターで実施した。NTTアクト社は、4月17日の契約書で再委託が禁止されているにもかかわらず、無断で5月25日にNTT西日本にシステム開発・保守業務を再委託した。さらに5月27日にはNTT西日本が、ディアイスクエア社に再々委託していたことが判明。保守業務にあたったディアイスクエア社の従業員が税務情報に接していた。結果として230万人の府民の個人情報が守秘義務のない企業にさらされることとなった。ディアイスクエア社とNTTアクト社との間には守秘義務契約が結ばれており、ディアイスクエア社の社員から外部に情報が漏れる事はなかった。
- - 日本共産党大阪府議会議員団(参考1)

- - 日本共産党大阪府議会議員団(参考2)

## 沿革

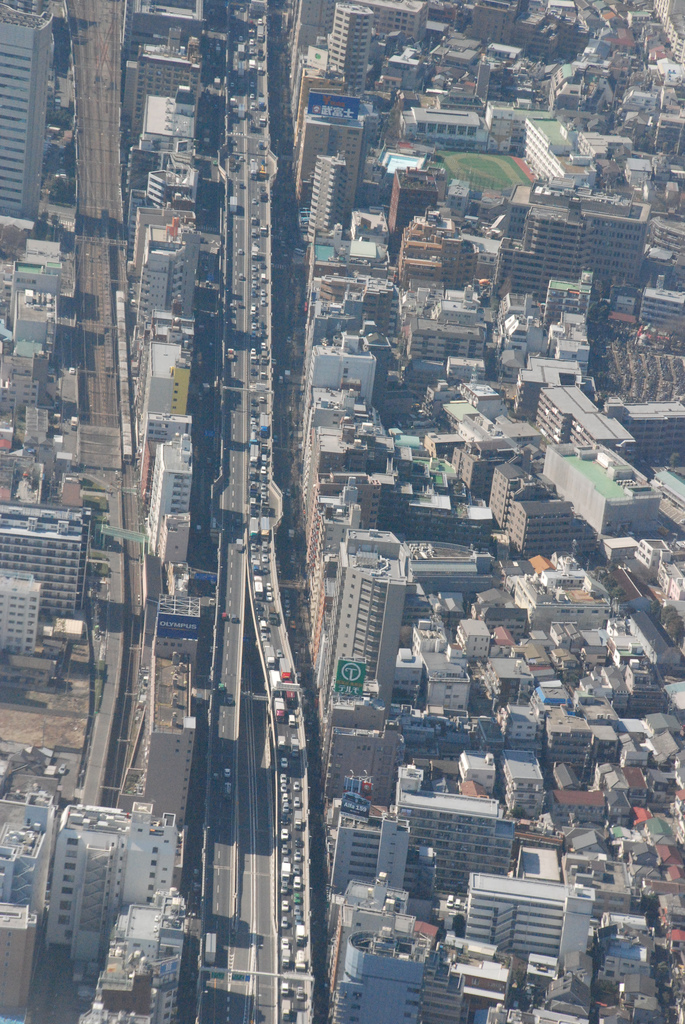
本社（笹塚センタービル）（右奥）の所在する東京都渋谷区笹塚

- 1970年 - 学校法人産業能率大学が、株式会社情報システムサービスを設立。
- 1981年 - 産業能率大学が、株式会社産能システムズを設立。
- 1986年 - 株式会社大阪造船所が、株式会社オーエス・システムを設立。
- 1987年 - オーエス・システム、株式会社日本モリブデンが合併し、株式会社ニチモリ・センチュリーシステムアイを設立。
- 1988年 - 情報システムサービス、産能システムズが合併し、株式会社産能コンサルティングを設立。
- 1991年 - 産能コンサルティングが株式会社オムロンの資本参加を受け、同社の子会社となる。
- 1993年 - 大阪造船所がニチモリ・センチュリーシステムアイを吸収合併する。
- 1994年 - 産能コンサルティングが日本アイ・ビー・エム株式会社の資本参加を受ける。
- 2000年 - 大阪造船所が社名を「株式会社ダイゾー」に変更する。
- 2006年
  - 産能コンサルティングが、株式会社インテリジェントスクエアに社名変更。
  - オムロン、産業能率大学、日本アイ・ビー・エムがインテリジェントスクエアをダイゾーに売却しダイゾーの100％子会社となる。
- 2007年 - インテリジェントスクエアがダイゾー情報システム事業部と経営統合し、株式会社ディアイスクエアに社名変更。

## 拠点

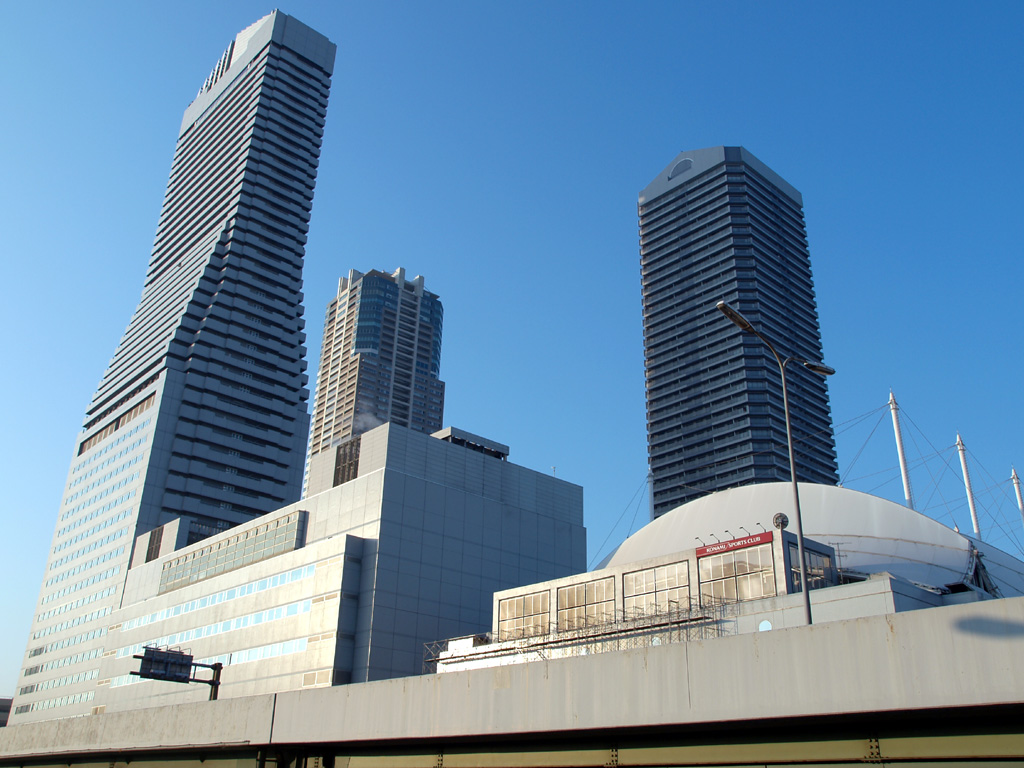
大阪事業所（オークプリオタワー）（右）

### 本社
- 本社（東京都渋谷区）

### 事業所
- 東京事業所（東京都渋谷区）
- 大阪事業所（大阪府大阪市）
- 福岡事務所（福岡県福岡市）
- 長崎サテライトオフィス（長崎県西海市）

## グループ会社
- モジュラー・マネジメント・ジャパン株式会社（東京都渋谷区）
- ソリューションプラス株式会社（東京都江東区）
- ベストソリューション株式会社

## 在籍した人物
括弧内は在籍当時の代表的な役職、ハイフン以降はその他の代表的な役職を示す。
- 窪田靖彦（取締役） - コンサルタント
- 南宣之（取締役） - ダイゾー会長

### 旧ウェブサイト
- 株式会社インテリジェントスクエア INTELLIGENTSQUARE Corp. - 旧インテリジェントスクエア公式ウェブサイト。
- 株式会社ダイゾー - ダイゾーの旧情報システム事業部公式ウェブサイト。